# Bernard Genghini
Bernard Genghini, född 18 januari 1958 i Soultz, är en fransk fotbollsspelare.
Offensiv mittfältare och skicklig frisparksskytt i franska landslaget på 1980-talet. Han gjorde sex mål på 27 landskamper mellan 1980 och 1986, och tog EM-guld 1984 och VM-brons 1986. Han var även med i VM 1982, där han gjorde två frisparksmål. På klubblagsnivå spelade han i Sochaux (1976–82), Saint-Étienne (1982/83), Monaco (1983–86), Servette (1986), Olympique de Marseille (1986–88) och Bordeaux (1988/89). Med Monaco vann han franska cupen 1985.